# テイキング・バック・サンデイ
テイキング・バック・サンデイ(Taking Back Sunday)は、アメリカ合衆国ニューヨーク州のロングアイランドで結成されたオルタナティヴ・ロックバンド。

## 来歴
1999年、ロングアイランドにてテイキング・バック・サンデイ結成。
2001年、レイシーがバンド「Brand New」で活動するため脱退、アダム・ラザーラが加入した。この時、ラザーラはボーカルではなくベースを担当していた（この時のボーカルはアントニオ・ロンゴ）。2002年にはロンゴがバンドを抜け、ショーン・クーパーがベースとして加入。この時からアダムがボーカルとして定着。メンバーチェンジを繰り返し、2002年3月にデビューアルバム「テル・オール・ユア・フレンズ (Tell All Your Friends)」リリース。
2003年、ノーランとクーパーが「Straylight Run」での活動のため脱退、後任としてマッシェリーノとルバノが加わる。2004年7月、2ndアルバム「ホェア・ユー・ウォント・トゥ・ビー (Where You Want To Be)」リリース。Billboard 200で初登場3位を記録。
2006年4月、ワーナー・ブラザース・レコードから発売したメジャーデビューアルバム（通算で3rdアルバム）「ラウダー・ナウ (Louder Now)」がBillboard 200で最高2位を記録し、現在まで90万枚以上を売り上げ、ゴールドディスクを獲得。同年8月、サマーソニック06にて初来日する。
2007年、リンキン・パークが主催しているミュージックフェスティバル、プロジェクト・レヴォリューション(Projekt Revolution)に出演し、リンキン・パークやマイ・ケミカル・ロマンスなどと共演した。同年10月、フレッドが自身のバンド「The Color Fred」での活動にあたってバンドを脱退。2008年に、「Facing New York」で活動していたマット・ファジが加入。
2009年6月、4thアルバム「ニュー・アゲイン (New Again)」リリース。Billboard 200で初登場7位を記録。同年6月に公開の映画「トランスフォーマー/リベンジ」にて、4thアルバムから楽曲「Capital M-E」がエンディングテーマとして起用された。テイキング・バック・サンデイはトランスフォーマー映画シリーズのサウンドトラックに3作連続で楽曲を提供しているが、映画本編で起用されたのは2作目からである。
2010年3月、ルバノとファジがバンドを離脱。後任として初期メンバーのノーランとクーパーがバンドに復帰し、デビューアルバム時のオリジナルメンバーに戻る。
2011年6月、5枚目のセルフタイトルアルバム「テイキング・バック・サンデー」をリリース。
2012年、デビューアルバム「Tell All Your Friends」リリース10周年を記念し、同アルバム全収録曲を演奏する全米ツアーを行った。2013年6月には、同ツアーでのアコースティックライヴの音源を収録したアルバム「TAYF10」をバンドの公式サイトにて配信した。
2014年、バンドはホープレス・レコードへ移籍し、同年3月に移籍第1弾、通算6枚目のアルバム「ハピネス・イズ (Happiness Is)」をリリース。同時期から4月下旬にかけては、同じく4月にアルバムをリリースしたザ・ユーズドとの対バンツアーを成功させた。
2016年9月、7枚目のアルバム「タイダル・ウェイブ (Tidal Wave)」をリリース。
2018年4月、オリジナルメンバーでギタリストのエディ・レイエズがバンドを脱退。
2019年1月、バンド結成20周年を記念し、新曲2曲を含むベストアルバム「Twenty」をリリース。同月から実施したワールドツアーでは12年ぶりの来日を果たす。

## メンバー
- アダム・ラザーラ (Adam Lazzara) - ボーカル
- ジョン・ノーラン (John Nolan) - ギター & ボーカル
- ショーン・クーパー (Shaun Cooper) - ベース

### 旧メンバー
- マット・ファジ (Matt Fazzi) - ギター & ボーカル (2008-2010)
- マット・ルバノ (Matt Rubano) - ベース (2003-2010)
- フレッド・マッシェリーノ (Fred Mascherino) - ギター & ボーカル (2003-2007)
- アントニオ・ロンゴ (Antonio Longo) - ボーカル (1999-2001)
- ジェシー・レイシー (Jesse Lacey) - ベース (1999-2001)
- スティーヴン・ディジョセフ (Steven DeJoseph) - ドラムス (1999-2001)
- エディ・レイエズ (Eddie Reyes) - ギター (1999-2018)
- マーク・オコーネル (Mark O'Connell) - ドラムス(2001-2024)

## ディスコグラフィー

### スタジオ・アルバム
- テル・オール・ユア・フレンズ - Tell All Your Friends (2002年)
- ホエア・ユー・ウォント・トゥ・ビー - Where You Want To Be (2004年)
- ラウダー・ナウ - Louder Now (2006年)
- ニュー・アゲイン - New Again (2009年)
- テイキング・バック・サンデー - Taking Back Sunday (2011年)
- ハピネス・イズ - Happiness Is (2014年)
- タイダル・ウェイブ - Tidal Wave (2016年)

### ライヴ・アルバム/コンピレーション
- Louder Now CD/DVD Part One (2006年)
- Notes From The Past (2007年)
- Louder Now CD/DVD Part Two (2007年)
- Live From Bamboozle '09 (2009年)
- Live From Orensanz (2010年)
- TAYF10 (2013年)
- Twenty (2019年)